# Luciano De Liberato
Luciano De Liberato est un peintre italien, né le 6 septembre 1947 à Chieti.

## Biographie
Il a commencé à travailler dans l'art en 1975, s'attirant immédiatement un grand intérêt parmi les plus importants critiques d'art et les historiens d'Italie (Filiberto Menna, Maurizio Haricot dell'Arco, Enrico Crispolti, Marcello Venturoli, Lorenza Trucchi, Gabriele Simongini). Il était considéré comme un jeune maître et l'un des grands coloriste en peinture italien.
Protagoniste dans les années 80 de la peinture européenne, plus d'une cinquantaine d'expositions individuelles lui sont consacrées, dont deux dans la prestigieuse "Art Basel", en 1983 et 1984.
Depuis 1990, il a travaille dans son atelier dans la province italienne. Toute son œuvre est créée à travers des recherches de cycles.
Depuis 1994, il a utilisé une unique et très personnelle langue, ainsi que d'authentiques poésie qui évite les effets de mode et les tendances maniéristes.
En 2011, il a été invité au Pavillon italien (Abruzzes) de la Biennale de Venise. En 2012, l'une de ses œuvres, "RED", a été choisi comme une image du Festival Lincoln Center à New York, qui a donné à son œuvre une renommée mondiale.
En 2011, il a décidé de mettre fin à tous les liens avec les galeries italiennes et a travaillé exclusivement pour les points de vente internationaux.

## Galerie

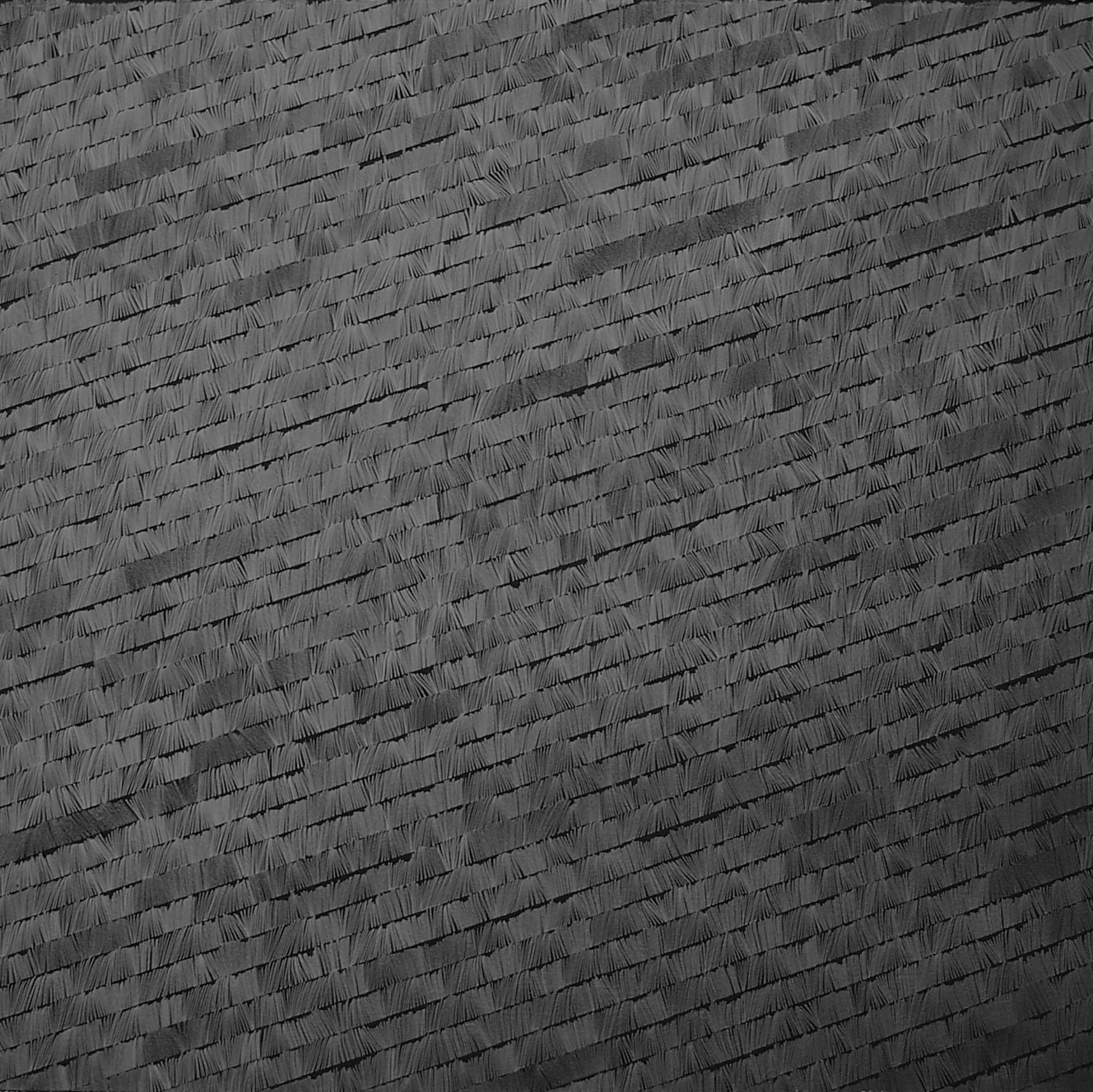
1977 - Page 3
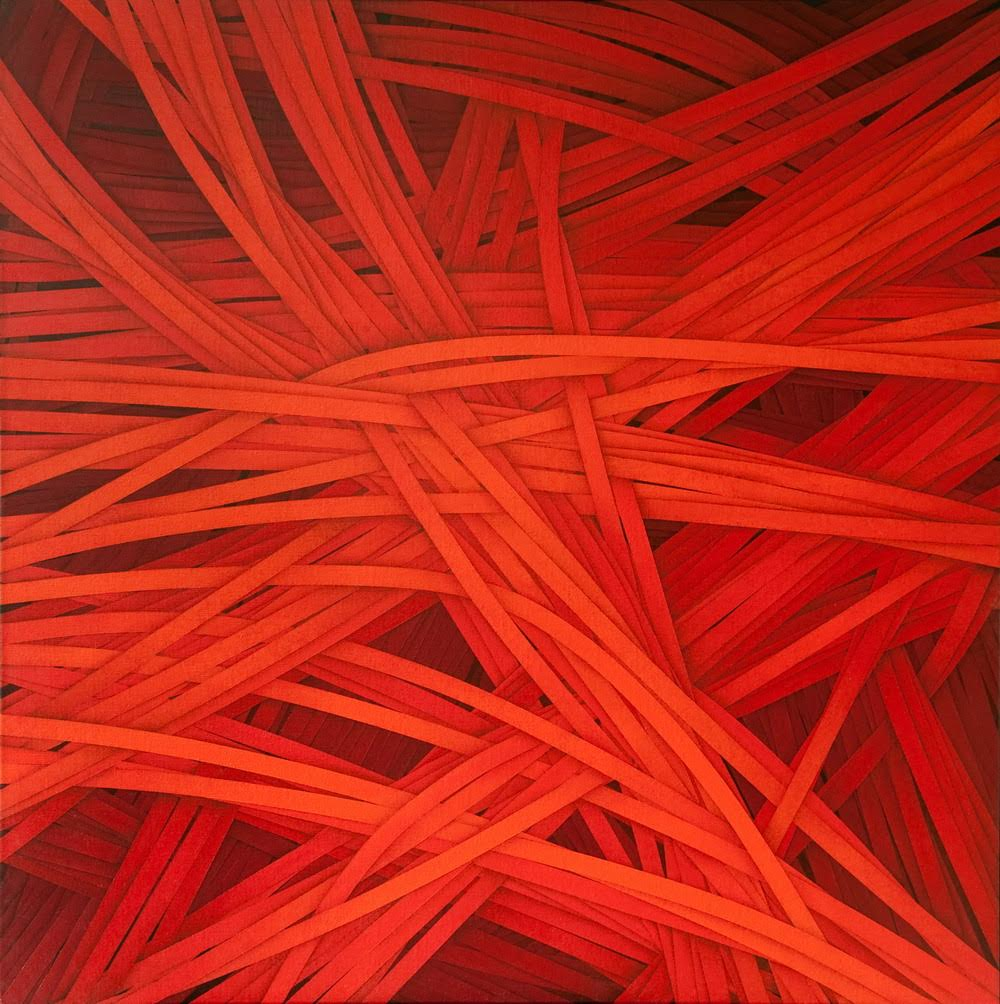
2003 - Rouge
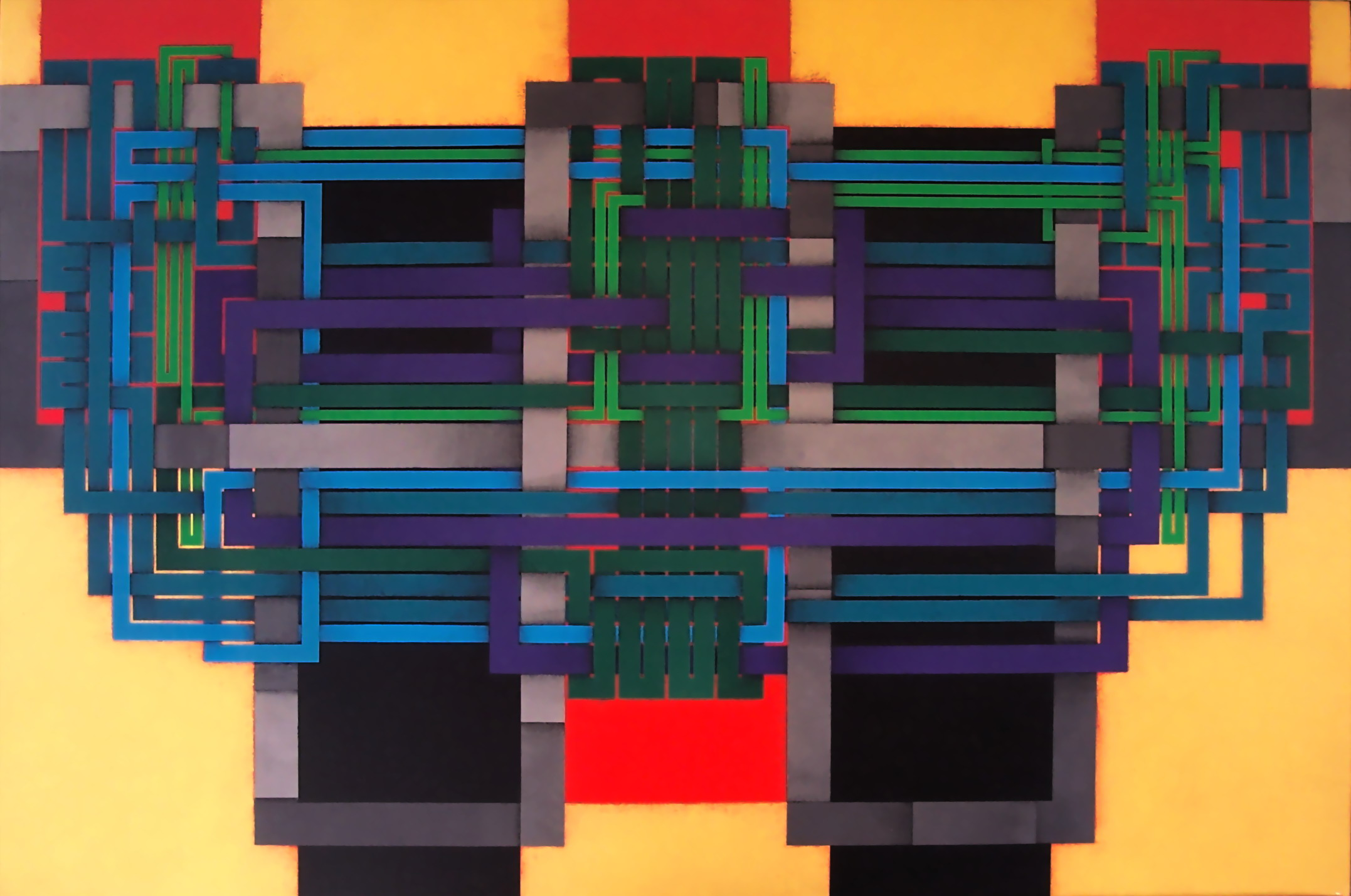
2008 - Robot
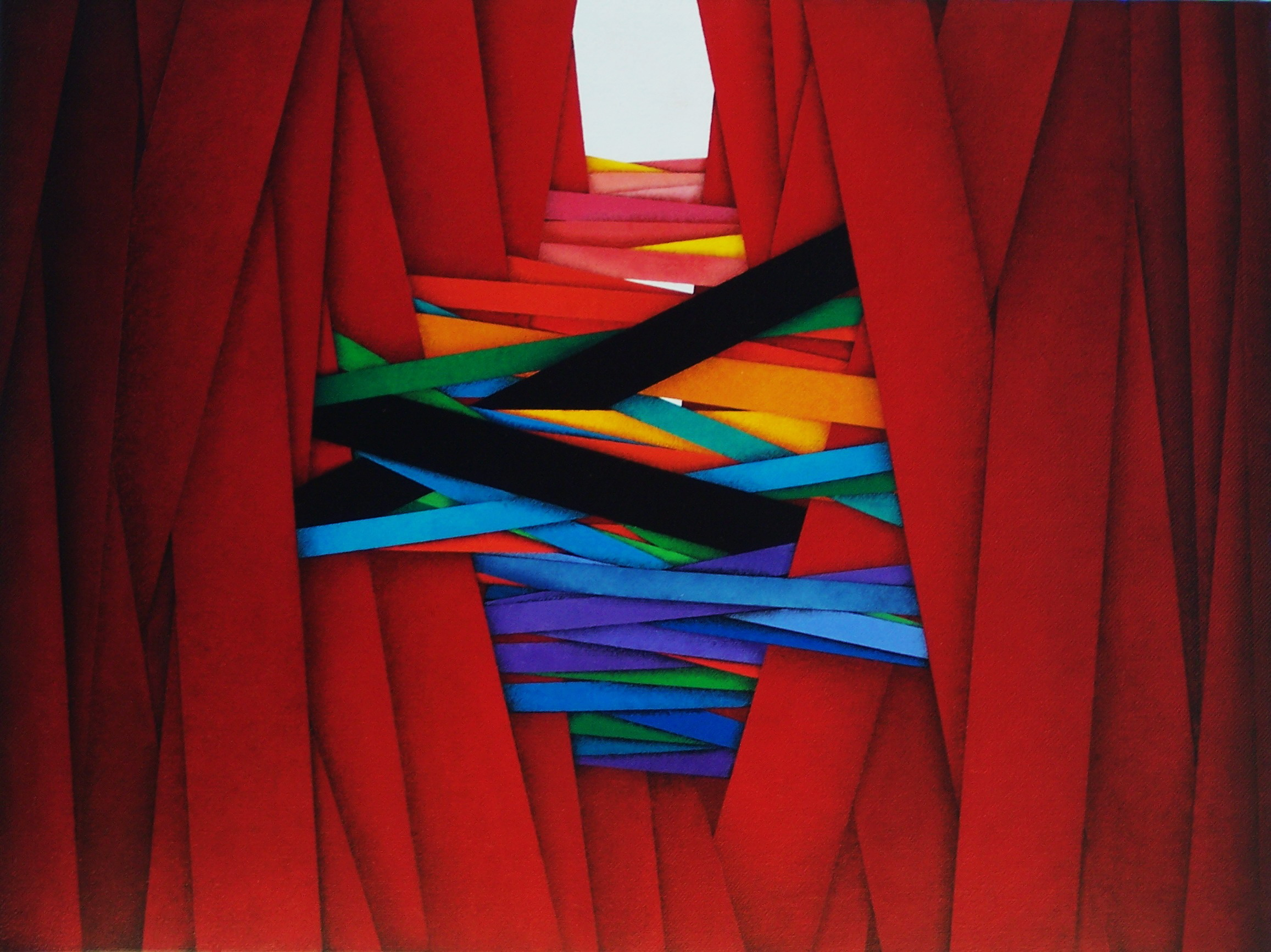
2014 - Théâtre

## Expositions solo
- 1978, Roms, Galerie Artivisive, les conservateurs Maurizio Haricot dell'Arco et Filiberto Menna
- 1983, Bâle, Foire Internationale d'Art Art Basel (solo show Artivisive Galerie, les Roms)
- 1983, Bologne, Art Fair (solo show Artivisive Galerie, les Roms)
- 1984, Bâle, Foire Internationale d'Art (solo show Artivisive Galerie, Roma), Art Basel
- 1984, Rennes, Maison de la Culture, Galerie André Malraux
- 1983/1988, les Roms, la Galerie Artivisive de Sylvia Franchi (solo show Artivisive Galerie, les Roms)
- 1994, Bologne, Art Fair (solo show Artivisive Galerie, les Roms)
- En 1994, les Roms, la Galerie de La Borgognona, exposition rétrospective
- 1999, Milano, L'Université Bocconi
- 2000, Pescara, Théâtre De Gabriele D'Annunzio
- 2001, Cortina d'Ampezzo , Espace Cultura “Nuovi itinerari” conservateur Milena Milani
- 2003/2002/2001/2000/1999, Roms,André Galerie[3], Via Giulia
- 2011, Cesena, Ridotto Palais, Galerie D'Art Moderne, Anthologie[1]
- 2012, À New York, Au Lincoln Center[4],[5]

## Expositions collectives
- 1975, Francavilla al Mare, XXIX Michetti Prix[6]
- 1976, Francavilla al Mare, XXX Michetti Prix
- 1977, Francavilla al Mare, XXXI Michetti Prix
- 1980, National Bolaffi Catalogue, volume II, Segnalati par la pittura[7]
- 1983, Francavilla al Mare, XXXVI Michetti Prix[8]
- 1987, Comune di Pescara[9]
- En 1987, L'Aquila Alternative Attuali, édition par Enrico Crispolti
- 1998, Artivisive en cours, les Roms, l'Histoire de l'Art, conservateurs de Domenico Amoroso, Mirella Bentivoglio, Fabrizio Crisafulli, Ed.Christengraf
- 1999, Giuseppe Rosato, Quei giovani amici pittori édition par Nocciano musée, des essais[10],
- 2002, Termoli Prix[11],[12]
- 2011, Sassoferrato, 61^ Exposition Internationale D'Art G. B. Salvi[13]
- 2011, Pescara, Aurum Musée, en Italie, le Pavillon de la Biennale di Venezia[14],[15]
- 2013, XLVI Prix Vasto[16]
- En 2015, L'Aquila, Fibbioni Palais, Le Making of, les artistes au travail à la télévision[17],[18]